# Julio Libonatti
Julio Libonatti (5. červenec 1901, Rosário Argentina – 9. říjen 1981, Rosário Argentina) byl argentinsko-italský fotbalový útočník. S celkovým počtem 150 branek v dresu Turína je na druhém místě v žebříčku střelců v klubu.

## Kariéra
Narodil se italským rodičům. Fotbal začínal v Rosariu a od roku 1917 byl již hráčem Newell's Old Boys. Byl velice oblíben u fanoušků pro svou skvělou hru a fenomenální orientací. I proto se mu začalo přezdívat Matador. V létě 1925, díky úmluvě, která umožnila dětem Italů používat dvojí státní příslušnost, byl registrován klubem z Turína.
I v Turíně se stal brzy oblíbeným u fanoušků. Kromě dovedností, typických pro argentinské fotbalisty, měl taktickou inteligenci, která mu umožňovala nabídnout spoluhráči skvělou příležitost ke skórování (v budoucnu se budou nazývat asistence). V klubu vytvořil obávanou útočnou trojku s Baloncierim a Rossettim. V sezoně 1927/28 vyhrál titul a stal se nejlepším střelcem v lize s 31 brankami. Sezona byla pro celý klub famózní. V sezoně vstřelili 117 branek ve 33 utkání a prohrál jen jednou. Dokonce i Grande Torino nebylo lepší. Za Býky odehrál celkem 241 utkání a vstřelil 157 branek. V roce 1935 přestoupil do druholigového klubu Janova. Hned v první sezoně slavil postup do nejvyšší ligy. V Janově hrál až do roku 1936. V roce 1937 se stal na jednu sezonu hrajícím trenérem v Rimini.
V Turíně vytvořil s Adolfo Baloncierim a Rossettim trio zvané Tria delle Meraviglie. Díky jeho koupi se býci stali mistři ligy v sezoně 1926/27, jenže byl jim odebrán za podplácení. Titul slavil až v příští sezoně 1927/28. Dne 5. února 1928 vstřelil v jednom utkání sedm branek Reggianě (14:0), což je rekord, který se v klubu nepřekonal. Celkem za býky nastřílel 100 branek. V žebříčku všech střelců je na devátém místě. Barvy turínského klubu nosil až do konce své kariéry v roce 1932.
Za Argentinu nastoupil již 18 letech. vyhrál s ní CA 1921 a také se stal nejlepším střelcem turnaje. Poté když získal i Italské občanství, hrál za Itálii. Byl nejlepším střelcem na turnaji o MP 1927-1930. Celkem odehrál 17 utkání a vstřelil 15 branek.

## Hráčská statistika
| Sezóna                  | Klub                    | Liga                    | Liga   | Liga | Ligové poháry | Ligové poháry | Ligové poháry | Kontinentální poháry | Kontinentální poháry | Kontinentální poháry | Celkem | Celkem |
| Sezóna                  | Klub                    | Soutěž                  | Zápasy | Góly | Soutěž        | Zápasy        | Góly          | Soutěž               | Zápasy               | Góly                 | Zápasy | Góly   |
| ----------------------- | ----------------------- | ----------------------- | ------ | ---- | ------------- | ------------- | ------------- | -------------------- | -------------------- | -------------------- | ------ | ------ |
| 1925/26                 | Turín                   | 1. Divize               | 22     | 18   | -             | 0             | 0             | -                    | 0                    | 0                    | 22     | 18     |
| 1926/27                 | Turín                   | 1. Divize               | 27     | 21   | IP            | 2             | 7             | -                    | 0                    | 0                    | 29     | 28     |
| 1927/28                 | Turín                   | 1. Divize               | 32     | 35   | -             | 0             | 0             | -                    | 0                    | 0                    | 32     | 35     |
| 1928/29                 | Turín                   | 1. Divize               | 22     | 22   | -             | 0             | 0             | -                    | 0                    | 0                    | 22     | 22     |
| 1929/30                 | Turín                   | Serie A                 | 10     | 6    | -             | 0             | 0             | -                    | 0                    | 0                    | 10     | 6      |
| 1930/31                 | Turín                   | Serie A                 | 29     | 14   | -             | 0             | 0             | -                    | 0                    | 0                    | 29     | 14     |
| 1931/32                 | Turín                   | Serie A                 | 31     | 16   | -             | 0             | 0             | -                    | 0                    | 0                    | 31     | 16     |
| 1932/33                 | Turín                   | Serie A                 | 32     | 7    | -             | 0             | 0             | -                    | 0                    | 0                    | 32     | 7      |
| 1933/34                 | Turín                   | Serie A                 | 30     | 9    | -             | 0             | 0             | -                    | 0                    | 0                    | 30     | 9      |
| Celkem za Turín         | Celkem za Turín         | Celkem za Turín         | 235    | 148  | -             | 2             | 7             | -                    | 0                    | 0                    | 237    | 155    |
| 1934/35                 | Janov                   | Serie B                 | 18     | 9    | -             | 0             | 0             | -                    | 0                    | 0                    | 18     | 9      |
| 1935/36                 | Janov                   | Serie A                 | 27     | 7    | IP            | 2             | 1             | -                    | 0                    | 0                    | 29     | 8      |
| Celkem za Janov         | Celkem za Janov         | Celkem za Janov         | 45     | 16   | -             | 2             | 1             | -                    | 0                    | 0                    | 47     | 17     |
| 1937/38                 | Rimini                  | Serie C                 | 0      | 0    | IP            | 1             | 1             | -                    | 0                    | 0                    | 1      | 1      |
| Celkem za Italské kluby | Celkem za Italské kluby | Celkem za Italské kluby | 280    | 164  | -             | 5             | 9             | -                    | 0                    | 0                    | 285    | 173    |

## Hráčské úspěchy

### Klubové
- 1× vítěz 1. italské ligy (1927/28)
- 1× vítěz 2. italské ligy (1934/35)

### Reprezentační
- 2x na MP (1927-1930 - zlato, 1931-1932 - stříbro)
- 3x na CA (1920 – stříbro, 1921 – zlato, 1922)

### Individuální
- Nejlepší střelec na CA (1921)
- Nejlepší střelec na MP (1927-1930)
- Nejlepší střelec v italské ligy (1927/28)